# Вагенкнехт, Сара
Са́ра (За́ра) Ва́генкнехт (нем. Sahra Wagenknecht; род. 16 июля 1969, Йена, ГДР) — немецкий журналист и политический деятель популистского толка. Лидер объединения «Союз Сары Вагенкнехт». В прошлом — депутат бундестага (2009—2025), депутат Европейского парламента, член фракции ЕОЛ/ЛЗС (2004—2009), председатель парламентской фракции Левой партии (2010—2019). Принадлежала к богатейшим депутатам Германии. Доктор политологии. Согласно Politico (2024), она — «икона левых сил, начинавшая свою политкарьеру как член компартии Восточной Германии». Взгляды по внутренней политике относят к левым популистским, что сочетается с многими консервативными и характерными для правых популистов позициями; по внешней политике ассоциируется с «путинферштеерством». Наибольшей поддержкой пользуется на территориях бывшей Восточной Германии.

## Биография

### Ранние годы
Родилась 16 июля 1969 года в Йене. Мать — немка. Отец — иранец, учившийся в Западном Берлине и имевший возможность посещать её мать, проживавшую тогда в ГДР, только получая однодневные визы. Мать работала в госорганизации. Отец хотел назвать дочку иранским именем Зара (Sahra), однако в свидетельстве о рождении её записали под библейским именем Сара (нем. Sarah). В немецком языке оба имени читаются как Зара и фонетически не отличаются друг от друга. Уже будучи депутатом бундестага, Вагенкнехт в 2009 году изменила написание своего имени на иранский манер — Sahra.
Когда Саре ещё не было трёх лет, отец отправился навестить родных в Иран и пропал. Она росла сначала в деревне вблизи Йены у бабушки и дедушки, а с началом учёбы в 1976 году переехала с матерью в Восточный Берлин. В гимназические годы вступила в Союз свободной немецкой молодёжи. В 1988 году окончила гимназию. Однажды, во время обязательных в ГДР занятий по военной подготовке, отказалась принимать пищу, что было воспринято как голодовка. Была взята «на заметку» властями. Несмотря на это, в марте 1989 года вступила в ряды СЕПГ, чтобы «обновить систему изнутри».

### Образование
С 1990 года начала изучать философию и немецкую литературу в Йенском университете и Берлинском университете имени Гумбольдта. Через некоторое время бросила обучение в Берлине. Перевелась в Гронингенский университет (Нидерланды), который успешно окончила в 1996 году, защитив степень магистра. Дипломная работа, посвящённая интерпретации гегельянства молодым Карлом Марксом, была издана отдельной книгой Vom Kopf auf die Füße? Zur Hegelrezeption des jungen Marx, oder: Das Problem einer dialektisch-materialistischen Wissenschaftsmethode («С головы на ноги? К восприятию Гегеля молодым Марксом, или: Проблема диалектико-материалистического научного метода»).
В 2005 году приступила к работе над диссертацией по теме The Limits of Choice. Saving Decisions and Basic Needs in Developed Countries («Пределы выбора. Спасительные решения и основные потребности в развитых странах»), которую успешно защитила в 2012 году, став доктором политологии. Докторская работа была также издана отдельной книгой в 2013 году.

### Политическая карьера
В начале 1989 года вступила в Социалистическую единую партию Германии (СЕПГ). После преобразования СЕПГ в Партию демократического социализма (ПДС) в 1991 году была избрана в Национальный комитет этой партии, присоединилась к её ортодоксальной марксистской фракции — Коммунистической платформе.
На федеральных выборах 1998 года выдвигалась кандидатом ПДС в Дортмунде.
На европейских выборах 1999 года была избрана представителем ПДС в Европейском парламенте, в котором являлась членом Комитета по экономическим и монетарным делам, а также членом Европейско-латиноамериканской ассамблеи.
После объединения ПДС с партией «Труд и социальная справедливость — Избирательная альтернатива» и образования в 2007 году Левой партии стала бороться за пост вице-председателя этой партии, но сначала потерпела неудачу из-за своего сочувствия бывшей ГДР — её отказались поддержать партийные лидеры Лотар Биски и Грегор Гизи. На федеральных выборах 2009 года победила в Северном Рейн—Вестфалии. Будучи депутатом бундестага, стала представителем ЛПГ по экономической политике. 15 мая 2010 года была избрана вице-председателем ЛПГ (75,3 % голосов), а 8 ноября 2011 года первым вице-председателем ЛПГ (61,8 % голосов).
С августа 2012 года — в редакции газеты Neues Deutschland.
Сара Вагенкнехт продвигала в Левой партии сперва антикапиталистическую, а затем социально-консервативную повестку и критиковала деятельность партии в составе земельных коалиционных правительств. Она поддерживала левые правительства Латинской Америки и являлась спикером сети солидарности с Венесуэлой «Venezuela Avanza».
В 2014 году, после начала аннексии Крыма и начала российско-украинской войны, выступала с пророссийских позиций, утверждая, что «в правительстве Киева ключевые посты заняты нацистами», критиковала введённые антироссийские санкции, призывая учитывать интересы России в Крыму.
В 2016 году 23-летний молодой человек бросил в Сару Вагенкнехт торт, протестуя таким образом против заявлений политика относительно миграционной политики.
В 2018 году Вагенкнехт основала молодёжное движение Aufstehen (с нем. — «Вставайте!»).
12 ноября 2019 года новым сопредседателем партийной фракции в бундестаге вместо Вагенкнехт стала Амира Мохамед Али.
Подписала коллективное письмо канцлеру с требованием признания однополых браков на государственном уровне.
25 февраля 2023 года, вслед за акцией солидарности с Украиной, к годовщине российского вторжения вместе с журналисткой и феминисткой Алис Шварцер организовала «Восстание ради мира» против поставок Украине вооружения и за переговоры между Россией и Украиной. За две недели до этого Вагенкнехт и Шварцер опубликовали «Манифест мира», заявив, что они хотят видеть «переговоры и компромиссы» с обеих сторон конфликта в Украине, чтобы предотвратить его перерастание в возможную ядерную войну. Протесты и манифест подвергли критике немецкое правительство, партии и политики, среди которых канцлер Олаф Шольц и вице-канцлер Роберт Хабек.
В октябре 2023 года Вагенкнехт вместе со своими единомышленниками официально заявила о новом политическом проекте «Союз Сары Вагенкнехт», предварительно покинув Левую партию. Цель проекта — создание новой партии, — конкурента «Альтернативы для Германии». Её партия, как планировалось, начала активно действовать с января 2024 года, и уже в июне 2024 года приняла участие в выборах в Европейский парламент. Главными пунктами партийной программы Вагенкнехт стали восстановление социальной справедливости и развитие экономики Германии, проведение мирной внешней политики ФРГ и отказ от военного вмешательства в конфликты между государствами.

## Оценки
Как отметило «Радио Свобода», Сара Вагенкнехт, известная своими дружескими взглядами по отношению России и выступлениями против поставок оружия Украине, обозначает схожие с АдГ позиции к санкциям против РФ и миграции.
По мнению The Economist, избиратели дают Вагенкнехт противоположные оценки. Противники называют её демагогом и поклонником Путина, а сторонники называют просто Зара (нем. Sahra).

## В российской прессе
Британский еженедельник The Economist отмечает, что пропутинские взгляды Вагенкнехт широко используются российской пропагандой.
Внимание российской прессы к Вагенкнехт стало проявляться с 2014 года, после российской аннексии Крыма, депутат выступила с пророссийской речью, утверждая, что Путин якобы защищает национальные интересы своей страны и его действия можно понять и даже простить.
4 июня 2014 года выступила в бундестаге с резкой критикой в адрес Ангелы Меркель за её позицию в отношении вооружённого конфликта на востоке Украины. По утверждению научного сотрудника Российского института стратегических исследований Павла Густерина:

«Вагенкнехт своей речью сделала заявку на то, чтобы в будущем, и, может быть, очень скором, стать локомотивом германской политики».
Вторая волна внимания российской официальной прессы произошла после российского нападения на Украину, так в российской пропаганде Сару называли голосом разума, образцом здравомыслия и лидером «здоровых сил, противостоящих тотальной русофобии». После российского вторжения на Украину, немецкая пресса отмечала что высказывания Вагенкнехт, порой до мелочей, соответствуют позиции России.

## Признание
В 2022 году в её честь был назван новый вид ракообразных красного цвета из Индонезии, Cherax wagenknechtae, в дань уважения обязательству Сары Вагенкнехт бороться «за лучшее и более справедливое будущее и редкий талант объединять мораль и политику».

## Личная жизнь
В 1997 году Вагенкнехт вышла замуж за журналиста, режиссёра и предпринимателя Ральфа Томаса Нимайера, который в 2020-х присоединился к ультраправому движению рейхсбюргеров и объявил себя «главой немецкого правительства в изгнании».
12 ноября 2011 года бывший председатель СДПГ Оскар Лафонтен публично заявил, что они с Сарой Вагенкнехт «в течение некоторого времени являются близкими друзьями». К этому моменту они оба уже жили отдельно от своих супругов, хотя Нимайер и Вагенкнехт остались в дружеских отношениях.
Брак Вагенкнехт с Нимайером был расторгнут в марте 2013 года, а 21 марта 2015 года стало известно, что ещё до Рождества 2014 года был тайно заключён брак Вагенкнехт и Лафонтена.
Детей нет.